# Kolmogorovs lag
Kolmogorovs sats eller Kolmogorovs lag, är en sats inom sannolikhetsläran formulerad av Andrej Kolmogorov.
Lagen specificerar att en viss typ av händelse, en s.k. tail event antingen med största sannolikhet kommer att hända eller inte hända alls. Det innebär att den går mot ett eller noll. Lagen kallas därför även Kolmogorov's Zero-One law eftersom sannolikheten för händelsen är noll eller ett.
En tail event definieras i termer av en oändlig sekvens av slumpvariabler. Antag att
{\displaystyle X_{1},X_{2},X_{3},\dots \,}
är en oändlig sekvens med statistiskt oberoende slumpvariabler (inte nödvändigtvis identiskt distribuerade). Då är en tail event en händelse vars inträffande eller uteblivande är beroende på värdena på dessa slumpvariabler men som är statistiskt oberoende av varje ändlig undersekvens (delmängd) av dessa slumpvariabler. Till exempel är händelsen att serien
{\displaystyle \sum _{k=1}^{\infty }X_{k}}
konvergerar en tail event. Händelsen att summan konvergerar till ett tal större än 1 är inte en tail event eftersom den till exempel är beroende av värdet på X1. I en oändlig sekvens av slantsinglingar är sannolikheten att 100 klave fås i följd oändligt många gånger ett tail event.
Lagen utgör grunden för den populärvetenskapliga principen Satsen om oändligt många apor och har travesterats i formuleringen av Godwins lag.